# Volby do Knesetu
Volby do Knesetu jsou založeny na zásadách všeobecnosti, tajnosti a rovnosti. Kneset je jednokomorový parlament státu Izrael a má 120 členů, jejichž volební období je čtyřleté. Většina parlamentních voleb se však v Izraeli konala předčasně (pouze jedno z osmi posledních shromáždění vydrželo po celou dobu svého mandátu). Předčasné volby mohou být vyvolány hlasováním členů Knesetu, dekretem prezidenta či za situace, kdy vláda není schopna nalézt podporu pro svoji politiku.
Izraelský volební systém používá volební práh, který byl původně stanoven na 1 % a postupně byl zvyšován až na současných 3,25 % hlasů. V Izraeli je pluralitní politický systém a obecně není jediná strana sama schopna sestavit vládu, a proto až na výjimku jsou izraelské vlády vždy koaliční. V roce 1992 Izrael přijal systém přímé volby premiéra. Volba premiéra byla oddělena od voleb do Knesetu v letech 1996, 1999 a 2001. Zrušena byla po parlamentních volbách v roce 2001, protože se ukázalo, že nezaručí vytvoření stabilních vlád (volby v roce 2001 se konaly méně než dva roky před volbami předešlými) a vede k roztříštěnosti parlamentu.
Hlava státu je prezident, avšak jeho/její role je pouze reprezentativní. Veškerá výkonná moc je v rukou premiéra.
Volební právo má každý občan Státu Izrael, starší 18 let. Každý občan Státu Izrael, starší 21 let, může být volen do Knesetu, kromě vysokých státních úředníků, důstojníků a profesionálních vojáků (mohou kandidovat za předpokladu, že před volbami rezignují na svoji pozici), vojáků v období povinné vojenské služby a zločinců, kteří byli odsouzeni a uvězněni a jejich datum propuštění přesahuje 3 měsíce.
Volby se konají se podle volebního zákona a na jejich průběh dohlíží Izraelská ústřední volební komise.

## Metoda volby
Po vstupu do volební místnosti dostane volič úřední obálku s hlasovacími lístky a jde za volební plentu. Za plentou se nachází přihrádky s hlasovacími lístky. Volič si vybere odpovídající hlasovací lístek podle toho, jakou stranu chce volit, vloží jej do obálky, zalepí ji a vhodí do volební urny.

### Hlasovací lístky
Hlasovací lístky obsahují minimum informací. Dominuje jim „hlasovací písmeno“ té které strany (v délce jednoho až tří znaků), název strany a někdy slogan. Každá strana zveřejňuje své písmeno před dnem voleb, často se objevuje na předvolebních bilboardech a plakátech. Jelikož jsou některé izraelské politické strany známy pod zkratkou, nepoužívají pak již hlasovacího písmena, ale svého názvu (např. Merec a Hec).
Hlasovací lístky se tisknou v hebrejštině a arabštině. V městech s židovskou populací jsou prakticky pouze hlasovací lístky v hebrejštině a naopak. Ve městech, kde je populace smíšená, jsou hlasovací lístky v obou jazycích. Strany v obou jazycích používají stejná písmena. např. strana Kadima používá כן (Kaf-Nun) v hebrejštině a ﻙﻥ (také Kaf-Nun) v arabštině. Přestože se v Izraeli žije téměř milion rusky mluvících obyvatel, což je přibližně stejný počet jako arabsky mluvících obyvatel, vlastní hlasovací lístky v azbuce nemají.